# Smittinoidea
Smittinoidea zijn een superfamilie van mosdiertjes (Bryozoa) uit de orde van de Cheilostomatida. De wetenschappelijke naam ervan werd in 1909 voor het eerst geldig gepubliceerd door Levinsen.

## Families
- Bitectiporidae MacGillivray, 1895
- Lanceoporidae Harmer, 1957
- Powellithecidae Di Martino, Taylor, Gordon & Liow, 2016
- Smittinidae Levinsen, 1909
- Watersiporidae Vigneaux, 1949

Niet geaccepteerde families:
- Hippoporinidae Bassler, 1935 → Bitectiporidae MacGillivray, 1895
- Parmulariidae Maplestone, 1912 → Lanceoporidae Harmer, 1957